# Susúa Alta
Susúa Alta es un barrio del municipio de Yauco, Puerto Rico. Según el censo de 2020, tiene una población de 3313 habitantes.

## Geografía
El barrio está ubicado en las coordenadas 18°3′51″N 66°53′57″O / 18.06417, -66.89917. Según la Oficina del Censo de los Estados Unidos, tiene una superficie total de 14,4 km², de la cual 14,1 km² corresponden a tierra firme y 0,3 km² es agua.

## Demografía
Según el censo de 2020, hay 3313 personas residiendo en Susúa Alta. La densidad de población es de 235.0 hab./km². El 17.51% de los habitantes son blancos, el 6.07% son afroamericanos, el 0.67% son amerindios, el 0.06% son asiáticos, el 26.08% son de otras razas y el 49.62% son de una mezcla de razas. Del total de la población, el 99.82% son hispanos o latinos de cualquier raza.